# لوئیس سورل
 لوئیس سورل (انگلیسی: Louise Sorel؛ زادهٔ ۶ اوت ۱۹۴۰) یک هنرپیشه اهل ایالات متحده آمریکا است. وی از سال ۱۹۵۷ میلادی تاکنون مشغول فعالیت بوده‌است.